# La Comtesse Catherine Vassilievna Skavronskaïa
La Comtesse Skavronskaia est un portrait de Yekaterina von Engelhardt, comtesse Skavronskaia, réalisé par Élisabeth Vigée Le Brun en 1796.

## Réalisation et technique
Il s'agit du deuxième portait que Vigée Le Brun réalise de Skavronskaïa, à Saint-Pétersbourg, après celui réalisé à Naples en 1790, qui est conservé au musée Jacquemart-André à Paris.

## Description
Le portrait représente Skavronskaia souriante, habillée d'une robe blanche et bleue, appuyé sur un coussin de velours rouge devant un fond noir qui constraste avec la lumière chaude qui semble rayonner de son visage et de sa poitrine et se reflète sur le coussin.

## Analyse
Pour Marie-Jo Bonnet, il s'agit d'une ode à la beauté féminine, à la douceur et à la tranquillité ; elle souligne aussi que la peinture de Vigée Le Brun n'est pas vue par ses contemporains comme typiquement féminine, mais comme une incarnation de la grâce telle que pensée au XVIIIe siècle.

## Histoire
L'œuvre est exposée en 1905 à Saint-Pétersbourg dans Portraits russes des XVIIIe et XIXe siècles. La peinture fait partie depuis 1966 des collections du musée du Louvre.